# Eduardo Blanco (escritor)
Eduardo Alejo Blanco Planas (Caracas, 26 de diciembre de 1838-Caracas, 30 de enero de 1912) fue un escritor y político venezolano autor de varias obras emblemáticas de la literatura venezolana. Fue ayudante del general José Antonio Páez y ministro durante la dictadura de Cipriano Castro.

## Biografía

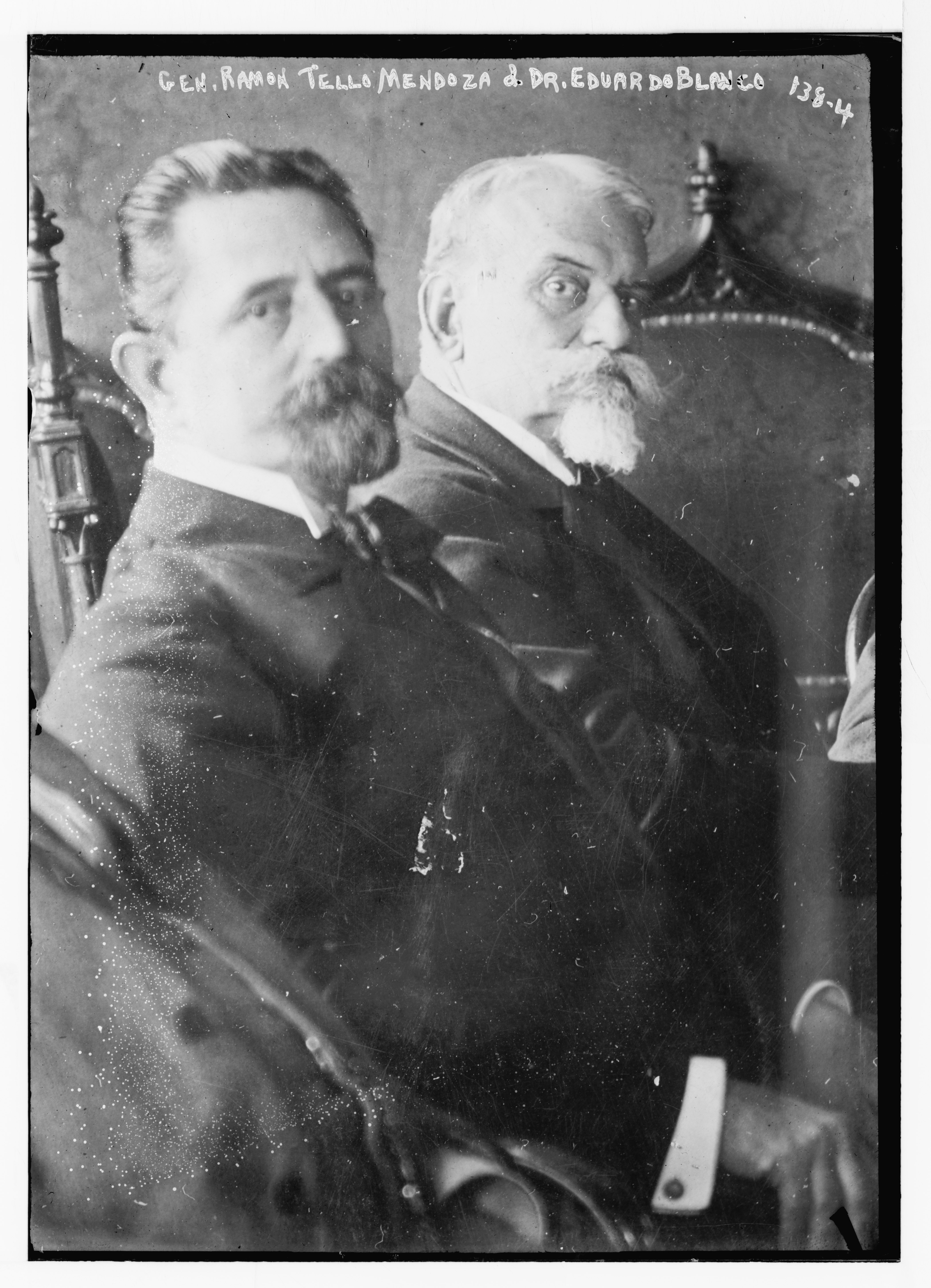
Eduardo Blanco (a la derecha) con el General Ramón Tello Mendoza en el Gobierno de Cipriano Castro.

Hijo de Domingo Blanco y Blanco de Blanco y Blanco y Josefa de Planas y Guaderrama, estudió en el colegio "El Salvador del Mundo". A los 20 años se incorpora al ejército y se une al cuerpo de edecanes del General Páez entre 1861 y 1863. 
Entre 1900 y 1901 fue ministro de Relaciones Exteriores. Durante la presidencia de Cipriano Castro, entre 1903 y 1906, desempeña el cargo de ministro de Instrucción Pública. En 1911 fue galardonado como escritor nacional.
Se casó con Trinidad Blanco y Rodríguez del Toro,  tataranieta de Francisco Rodríguez del Toro e Isturiz y sobrina nieta de Francisco Rodríguez del Toro y Fernando Rodríguez del Toro.

## Trayectoria literaria
Durante la década de 1870 se da a conocer como escritor con la novela por entregas Vanitas Vanitatum, el cuento El Número 111, ambos publicados en el semanario La Tertulia,ambos textos son ejemplos notables de la literatura fantástica venezolana del siglo XIX, y unos de los ejemplos tempranos del gótico latinomericano, en los que aborda el tema del pacto demoniaco.
la novela Una Noche en Ferrara donde abunda lo exótico y lo fantástico. En 1879 se estrena como dramaturgo con el drama Lionfort.
También colabora con publicaciones literarias y políticas como El Cojo Ilustrado (1896), La Entrega Literaria (1882) y La Causa Nacional (1889).
El acercamiento de Blanco a lo autóctono y romántico se produce cuando publica Venezuela heroica (primera edición en 1881 y la segunda en 1883), Zárate y Cuentos Fantásticos (1882), Las Noches del Panteón (1895), Fauvette (1905) y Tradiciones épicas y Cuentos Viejos (1914).

## Obras

#### Novela
- Vanitas vanitatum (1874)
- Una noche en Ferrara (1875)
- Zárate (1882)

#### Relato
- El número ciento once (1873)
- Claudia (s/f)

#### Teatro
- Lionfort (1879)

#### Épica
- Venezuela heroica (1881)

## Biografía
- 3.- GarciaJimenez L. MAñongo N. 26, 2006 pp. 9-24.